# Artace sp. (obeskriven art)
Artace sp. är en nyupptäckt ädelspinnare som kanske föreställer en ny art. Den hittades 2009 av Dr. Arthur Anker från Bisjkek, Kirgizistan, i Gran Sabana-regionen av Venezuela. Den bär likheter med Diaphora mendica, grå tigerspinnare, men tillhör troligen släktet Artace.